# Лаєвський Олег Петрович
Олег Петрович Лаєвський (нар 12 грудня 1921) — колишній український радянський футболіст польського походження.
Більше двадцяти років працював заступником директора великого спорткомплексу, судив матчі республіканського масштабу, був одним з організаторів дитячих змагань «Шкіряний м'яч». Був членом Федерації Футболу України.

## Біографія
Народився в 1921 році. Закінчив у Києві польську школу на Подолі. Під час навчання в Інституті харчової промисловості на Печерську грав за команду «Харчовик», з якої був запрошений в «Динамо» (Київ)
Молодий голкіпер повинен був захищати ворота київського «Динамо» 22 червня 1941 року в матчі з московським ЦДКА (Ідзковськийбув відсутнім за сімейними обставинами, а Трусевич — травмований). Тренер Михайло Бутусов визначив стартовий склад на цей матч: Лаєвський, Глазков, Афанасьєв, Махиня, Гребер, Гурський, Онищенко, Матіас, Скоцень, Щегоцький, Віньковатов. Але зустріч не відбулася через початку радянсько-німецько війни і Лаєвському так і не вдалося зіграти у вищому дивізіоні радянського футболу — групі «А», як вона тоді називалася.
Лаєвський повернувся у свій полк, де служив, який почав займати позиції для оборони Києва. Пізніше потрапив у Омське загальновійськове училище, яке закінчив у званні лейтенанта (термін навчання становив шість місяців) і залишився командиром курсового взводу — готувати нових бійців.
У червні 1943 року за наказом був направлений до Москви, у футбольну команду ЦДКА. Але через плутанину у військкоматі був зарахований в польську дивізію, яка формувалася у Брянську. Служив командиром батареї, дійшов до Берліна і на стіні рейхстагу зробив напис: «Олег Лаєвський. „Динамо“ (Київ)». 1946 року отримав звання майора. Був начальником штабу окремого 30-го Брянського дивізіону, потім був призначений на посаду коменданта дивізіону міста Борщі на території Померанії, яка за підсумками Потсдамської мирної конференції відійшла до поляків. Дослужився до начальника штабу дивізіону. Згодом був направлений до Варшави, де деякий час працював заступником начальника відділу кадрів Департаменту артилерії Війська Польського. Разом з тим, Олег виступав в чемпіонаті Польщі за клуб «Щековянка» зі Щекова.
З Польщі повернувся в Київ із сином і дружиною-інвалідом (теж воювала в Червоній Армії, була важко поранена, кавалер ордена Бойового Червоного Прапора). Грав у київській футбольній команді ОБО (пізніше СКА), після чого працював у ній на посаді інструктора з футболу. Потім пішов працювати на завод «Арсенал».
У 1990 році прийшов працювати на стадіон «Оболонь».

## Нагороди
- Бойові ордени і медалі Польщі та СРСР.